# Bratsigovo (huyện)
Bratsigovo là một huyện thuộc tỉnh Pazardzhik, Bungaria. Dân số thời điểm năm 2001 là 11596 người.